# بخار (در صنعت)
بخار، آب در فاز گازی آن است، که جوشیدن آب سبب تشکیل آن می‌شود. بخار نامرئی است؛ با این حال، واژهٔ «بخار» اغلب اشاره به بخار مرطوب مه، غبار قابل مشاهده پراکنده هوا از قطرات آب است که از بخار آب متراکم شده تشکیل می‌شود. در فشارهای پایین‌تر، مانند بخش‌های نزدیک‌تر اتمسفر یا در بالای کوه‌های بلند، آب در دمای پایین‌تری از درجهٔ اسمی ۱۰۰ درجه سانتی‌گراد (۲۱۲ درجه فارنهایت) در شرایط استاندارد دما و فشار به جوش می‌آید. بخار اگر بیشتر گرم شود، بخار بسیار گرم، بخار فوق گرم، یا بخار خشک نامیده می‌شود.
آنتالپی تبخیر انرژی مورد نیاز برای تبدیل آب در فاز گازی آن، به گونه‌ای که افزایش حجم آن در دما و فشار استاندارد ۱۷۰۰ برابر گردد، است. این تغییر در حجم را می‌توان؛ توسط موتورهای بخار از قبیل موتورهای پیستونیِ رفت و برگشتی و انواع توربین‌های بخاری که یک زیر-گروه از موتور بخار هستند، به کار مکانیکی تبدیل کرد. موتورهای بخار نوع پیستونی نقشی محوری در انقلاب صنعتی داشته‌اند. امروز از توربین‌های بخار مدرن برای تولید بیش از ۸۰ درصد از برق جهان استفاده می‌شود.
اگر آب مایع در تماس با یک سطح بسیار گرم یا افت ناگهانی فشار قرار گیرد، یک انفجار بخار می‌تواند ایجاد شود. انفجار بخار مسوول بسیاری از حوادث ریخته‌گری بوده‌است، و همچنین ممکن است سبب بسیاری از آسیب‌های به وجود آمده در فاجعه چرنوبیل بوده‌باشد.

## گونه‌های بخار و گونه به گونه شدن‌ها
بخار به طور سنتی با حرارت دادن یک دیگ بخار از راه سوزاندن زغال سنگ یا سوخت‌های فسیلی دیگر ایجاد می‌شود، اما ایجاد بخار با انرژی خورشیدی نیز ممکن‌است. بخار آب که حاوی قطره‌های (ذرات) آب باشد بخار مرطوب گفته می‌شود. اگر بخار مرطوب بیشتر گرم شود، قطرات نیز تبخیر می‌شوند، و در درجه حرارتِ به اندازهٔ کافی بالا (که بستگی به فشار دارد) همهٔ آب تبخیر می‌شود و در آن حالت سیستم در تعادل مایع–بخار قرار دارد.